# Cochlearia scotica
Cochlearia scotica är en korsblommig växtart som beskrevs av George Claridge Druce. Cochlearia scotica ingår i släktet skörbjuggsörter, och familjen korsblommiga växter. Inga underarter finns listade i Catalogue of Life.